# Krinumsläktet
Krinumsläktet (Crinum) är ett växtsläkte i familjen amaryllisväxter som förekommer i nästan alla varmtempererade och tropiska områden. Släktet innehåller ca 120 arter. En hybrid kan odlas som trädgårdsväxt i södra Sverige, flera arter förekommer som krukväxter och akvarieväxter.
De är perenna örter med lökar och de flesta arter har en tydlig så kallad lökhals. Bladen är avlånga. Några arter har en tydlig viloperiod då bladen vissnar ner, medan andra är städsegröna. Blomstjälken är stadig, ej ihålig. Blommorna sitter i en flock med två högblad och har lång blompip. De kan vara klock- eller trattlika eller ibland helt utbredda. Frukten är en kapsel. Lökarna hos Crinum är giftiga och bör inte förvaras så att barn får tag på dem.
Namnet Crinum kommer av grekiskans krinon, som betyder lilja.

## Odling
Varierar mellan arterna, alla arter vill ha väldränerad, näringsrik jord.

## Hybrider
Crinum har korsats med arter ur andra släkten och följande hybridsläkten har fått konstruerats:
- Krinumamaryllis (× Amarcrinum Coutts) - Amaryllis × Crinum.